# Robin Brochon
Pas d'image ? Cliquez ici

a Compétitions nationales et continentales officielles uniquement.

Robin Brochon, né le 21 septembre 2000, est un joueur français de rugby à XIII évoluant au poste d'arrière. Formé à Saint-Martin de Crau puis intégrant l'académie des Dragons Catalans, il évolue en réserve à St-Estève XIII Catalan avec lequel il dispute la finale de la  Coupe de France en 2019.

## Palmarès
- Collectif :
  - Vainqueur du Championnat de France : 2019 (Saint-Estève XIII Catalan).
  - Finaliste de la Coupe de France : 2019 (Saint-Estève XIII Catalan).

### En club
| Saison | Club                      | Compétition           | Matchs | Points | Essais | Buts | Drop |
| ------ | ------------------------- | --------------------- | ------ | ------ | ------ | ---- | ---- |
| 2018   | Dragons Catalans          | Super League          | 1      | 0      | 0      | 0    | 0    |
| 2019   | Dragons Catalans          | Super League          | 1      | 0      | 0      | 0    | 0    |
| 2019   | Saint-Estève XIII Catalan | Championnat de France | 20     | 54     | 11     | 5    | -    |
| 2020   | Saint-Estève XIII Catalan | Championnat de France | 11     | 102    | 6      | 39   | -    |
| 2021   | Saint-Estève XIII Catalan | Championnat de France | 6      | 32     | -      | 16   | -    |